# Drezdenko
Drezdenko là một thị trấn thuộc huyện Strzelecko-drezdenecki, tỉnh Lubuskie ở tây Ba Lan. Thị trấn có diện tích 11 km². Đến ngày 1 tháng 1 năm 2011, dân số của thị trấn là 10193 người và mật độ 951 người/km².